# تری متافان
تری متافان (به انگلیسی: trimetaphan camsilate)
رده درمانی: داروهای مهارکننده سیستم عصبی خودگردان
اشکال دارویی: قرص و آمپول

## موارد مصرف
تری متافان برای درمان اورژانس فشارخون بالا مصرف میشود. همچنین در درمان آنوریسم آئورت دیسکان ، ادم ریوی و کاهش خونریزی در جراحی مغز به کار می رود.

## مکانیسم اثر
تری متافان با بلوک گیرنده های نیکوتینی استیل کولین در عقده های سیستم عصبی خودگردان (اتونومیک) در واقع هر دو سیستم پاراسمپاتیک و سمپاتیک را فلج میکند.

## عوارض جانبی
مهمترین عارضه آن افت فشارخون وضعیتی و تاکیکاردی رفلکسی است. یبوست و آزادشدن هیستامین نیز وجود دارد.